# New England Revolution
El New England Revolution és un club de futbol professional de la ciutat de Foxborough (Massachusetts), equip de la Major League Soccer des de 1996, és un dels seus clubs fundadors.
Actualment el club té la seu al Gillette Stadium, estadi on també juguen els New England Patriots de l'NFL. L'equip juga amb samarreta i pantalons de color blau marí amb franges vermelles i blanques.

## Història
El club fou fundat el 1995 i és un dels clubs fundadors de l'MLS. Al llarg de la seva història ha aconseguit arribar a cinc finals de la Copa MLS (2002, 2005, 2006, 2007 i 2008) però no ha aconseguit guanyar cap títol de lliga.
És l'equip de la lliga que ha perdut més finals seguides, tres, i juntament amb Los Angeles Galaxy és el que ha perdut més finals, quatre. Però el 2007 va aconseguir guanyar la US Open Cup i el 2008 la SuperLiga. També ha aconseguit ser campió de la Conferència Est dues vegades (2002 i 2005).

## Estadis
- Foxboro Stadium (1996–2001)
- Gillette Stadium (2002-)

## Palmarès

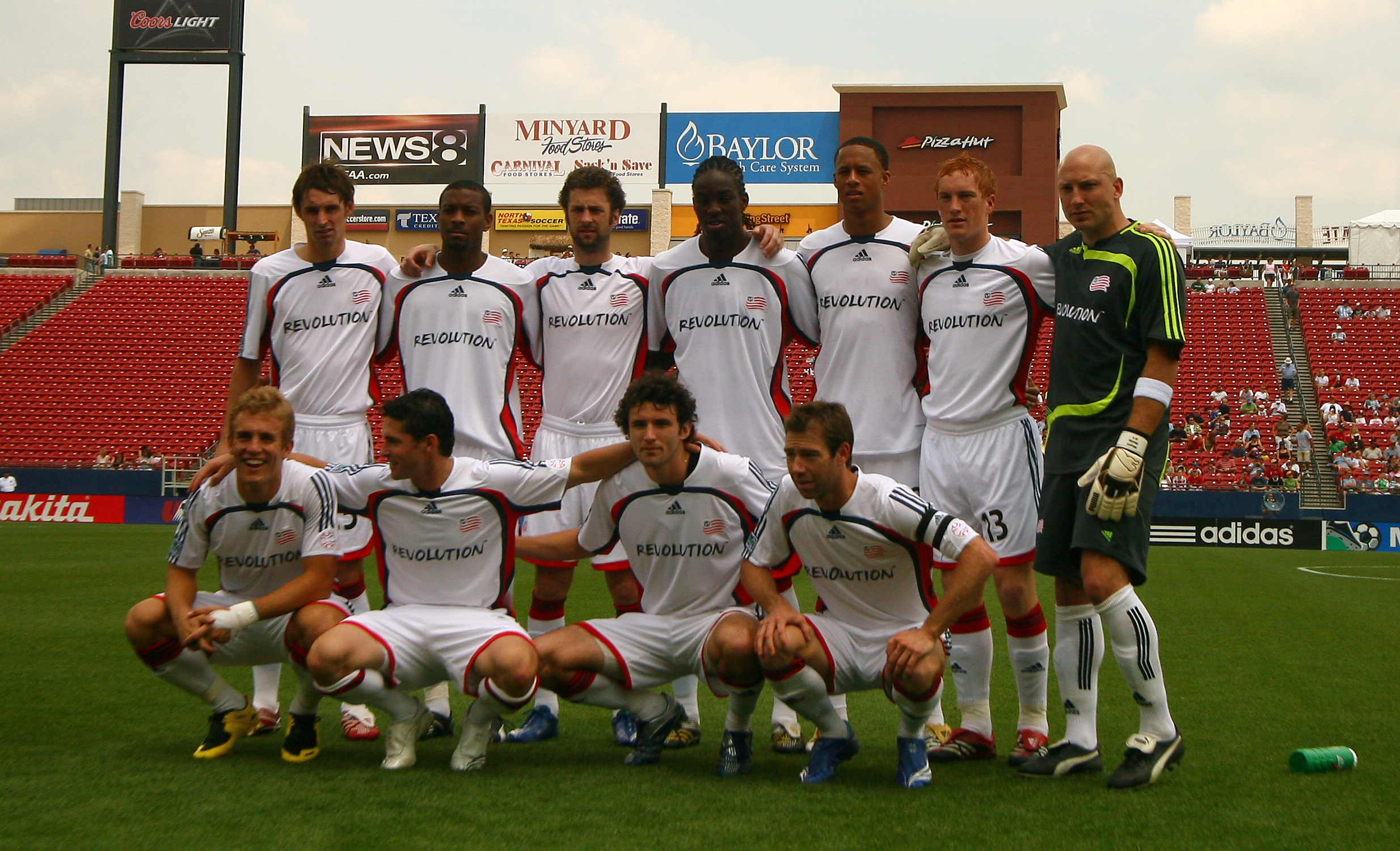
New England Revolution el 2007.

- MLS Cup: 0
- MLS Supporters' Shield: 1 (2021)
- US Open Cup: 1 (2007)
- SuperLiga: 1 (2008)

## Entrenadors
- Frank Stapleton (1996)
- Thomas Rongen (1997–1998)
- Walter Zenga (1999)
- Steve Nicol (1999, interí)
- Fernando Clavijo (2000–2002)
- Steve Nicol (2002—)

## Futbolistes destacats
| - José Manuel Abundis (2006) - Leonel Alvarez (1999–2001) - Adin Brown (2002–2004) - Mike Burns (1996–2000) - José Cancela (2003–2006) - Clint Dempsey (2004–2006) - Raúl Díaz Arce (1998) - Andy Dorman (2004–2007) - John Harkes (1999–2001) | - Wolde Harris (2000–2003) - Alexi Lalas (1996–1997) - Joe-Max Moore (1996–1999; 2003–2004) - Pat Noonan (2003–2007) - Michael Parkhurst (2005–2008) - Khano Smith (2005–2008) - William Sunsing (2002–2003) - Eric Wynalda (2000–2001) - Walter Zenga (1997; 1999) |